# Je vais bien, ne t'en fais pas
Je vais bien, ne t'en fais pas è un film del 2006 diretto da Philippe Lioret, tratto dall'omonimo romanzo, edito nel 2000, di Olivier Adam.

## Trama
Francia, area parigina, 25 agosto 2005: di ritorno da una vacanza in Spagna, la 19enne Élise Tellier, detta Lili, viene informata dai genitori che il fratello gemello Loïc, a seguito di un violento litigio con il padre, da cinque giorni è scappato di casa senza dare più notizie. Lili, che gli è molto legata, si dispera per l'accaduto e per il perdurare del silenzio da parte del ragazzo, che unito all'impossibilità di comunicare con lui (non risponde al cellulare) e al persistente glissare dei genitori riguardo all'argomento, la convince che gli sia successo qualcosa di brutto. Il suo crescente stato di angoscia la porta alla depressione e, conseguentemente, a smettere di dormire e mangiare. Il digiuno le fa perdere le forze al punto che collassa in classe. Viene dunque ricoverata in un reparto psichiatrico per la cura della depressione e dell'anoressia, dove però rifiuta di collaborare con i medici, ormai decisa a lasciarsi morire.
Inaspettatamente, dopo circa un mese, riceve una lettera da Loïc: il ragazzo si scusa per essersene andato senza darle spiegazioni e senza nemmeno salutarla, le racconta che sta girando da una città all'altra mantenendosi con lavoretti e le dichiara in modo chiaro e deciso che non tornerà più a casa, accusando con rabbia il padre di questa situazione e, più in generale, di aver rovinato le loro vite.
La lettera rassicura Lili sul fatto che il fratello sia in vita e le dà la forza e la motivazione per ricominciare a mangiare e dunque a rimettersi. Viene quindi dimessa dall'ospedale, ma è comunque preoccupata per la vita vagabonda di Loïc e, sentendo fortemente la sua mancanza, decide di partire alla sua ricerca, cominciando dai luoghi da cui il fratello le ha spedito le lettere. Alla prima missiva ne erano infatti seguite altre, in cui il ragazzo mandava saluti alla madre e alla sorella e non perdeva occasione per colpevolizzare con veemenza il padre per la vita misera, mediocre e meschina che faceva loro condurre.
Lili, mossa dal particolare e fortissimo affetto che prova per il gemello, lo cerca imperterrita, con ostinazione e incrollabile speranza; questa speranza è però destinata ad infrangersi contro una dura e cruda realtà.
Ad aiutarla nella sua ricerca c'è Thomas, un ragazzo conosciuto tramite l'amica Léa. Tra Thomas e Lili nasce un sincero e reciproco amore che li porta a fidanzarsi.
Dopo circa un anno, mentre Lili è in vacanza con Thomas nella località in cui dovrebbe trovarsi Loïc, vede il padre imbucare una cartolina da quel luogo e capisce che il mittente delle missive è il padre anziché il fratello. Lili lo affronta e questi le conferma di aver inviato lettere e cartoline da diverse città della Francia, a nome di Loïc, per simulare gli spostamenti di quest'ultimo. Tuttavia la messinscena non fa arrabbiare Lili, perché se ora è viva e sana è solo grazie alla prima lettera ricevuta quand'era in ospedale.
Poco dopo, Thomas visita con i propri genitori la tomba di sua nonna presso il locale cimitero e, casualmente, si imbatte nella tomba di Loïc. Il ragazzo interroga i genitori di Lili in merito e questi gli rivelano la drammatica realtà: il figlio ha perso la vita in un incidente in montagna, durante una scalata, mentre Lili era in vacanza in Spagna. Hanno deciso di tenere Lili all'oscuro di questa tragedia per evitarle un dolore troppo grande e chiedono a Thomas di mantenere a sua volta il segreto. Il ragazzo li apostrofa come pazzi, ma comunque non rivela alla fidanzata nulla di quanto scoperto.
In seguito, Lili trova nel vano portabagagli dell'auto paterna la chitarra preferita di Loïc, oggetto a cui il ragazzo era molto legato e che non era plausibile avesse lasciato a casa, andandosene. Da questo elemento Lili capisce che i genitori le hanno mentito e che Loïc è molto probabilmente deceduto. A quel punto, la ragazza accetta il lutto, accoglie in sé il dolore per la perdita dell'amato fratello, facendosene una ragione e smettendo di cercarlo. Questo doloroso ma necessario processo di elaborazione ed accettazione della perdita emancipa definitivamente Lili dall'adolescenza e la traghetta nell'età adulta. Non chiede dettagli su quanto realmente accaduto ai genitori e, nonostante sia Thomas che Lili siano entrambi giunti, per strade diverse, a conoscere la verità, tra di loro non affrontano l'argomento, ma discutono piuttosto di lasciare la città e andare a vedere il mare.

## Colonna sonora
Dall'album "Artificial Animals Riding on Neverland" del gruppo francese AaRON.
Le due tracce presenti nel film sono "U-turn" e "Mister K".

## Riconoscimenti
- Premi César 2007
  - migliore attore non protagonista (Kad Merad)
  - migliore promessa femminile (Mélanie Laurent)
- Premi Lumière 2007
  - migliore promessa femminile (Mélanie Laurent)
  - migliore promessa maschile (Julien Boisselier)